# Betten VS
| VS ist das Kürzel für den Kanton Wallis in der Schweiz. Es wird verwendet, um Verwechslungen mit anderen Einträgen des Namens Betten zu vermeiden. |

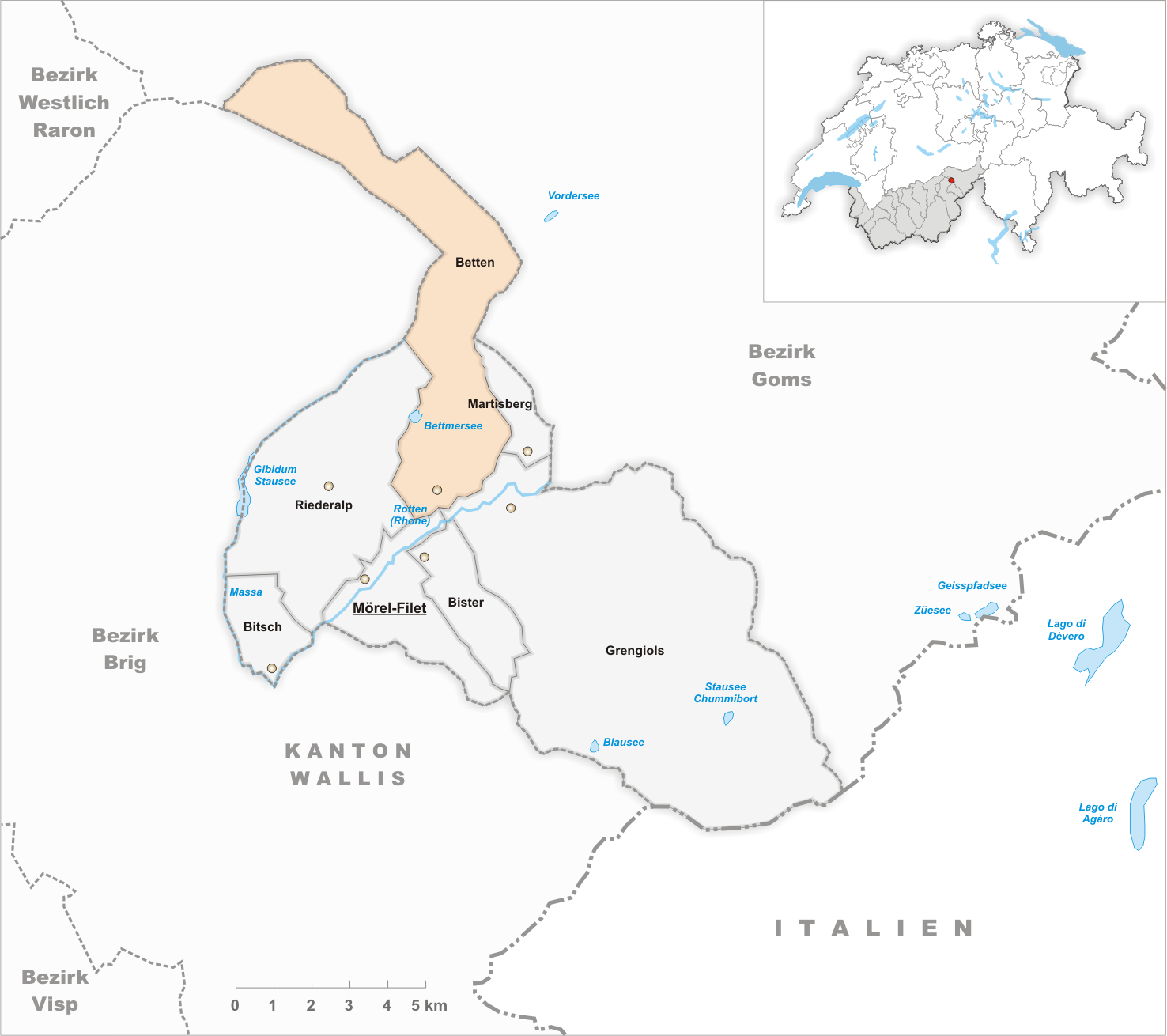
Gemeindestand vor der Fusion am 1. Januar 2014

Betten, in der walliserdeutschen Ortsmundart Bättu [bætʊ], ist eine Pfarrgemeinde des Dekanats Brig und war bis zum 31. Dezember 2013 eine Munizipalgemeinde im Bezirk Östlich Raron im deutschsprachigen Teil des Schweizer Kantons Wallis. Am 1. Januar 2014 fusionierte die Gemeinde mit Martisberg zur neuen Gemeinde Bettmeralp. Der namensgebende Ortsteil Bettmeralp ist Sitz der Gemeindebehörden und der Schule der neuen Gemeinde.

## Geographie
Die ehemalige Gemeinde bestand aus den Ortsteilen Dorf und Egga in Betten auf einer Terrasse des Rhonetals in 1200 m Höhe und der Bettmeralp im Aletschgebiet auf 1950 m Höhe. Diese kann nur über eine Luftseilbahn oder zu Fuss erreicht werden; die schmale Fahrstrasse ist nicht öffentlich. Die Bettmeralp liegt im Bereich der seit 2002 zum UNESCO-Weltnaturerbe erklärten Bergregion Jungfrau-Aletsch-Bietschhorn.

## Geschichte und Ortsname

Historisches Luftbild von Werner Friedli von 1955

Der Ort findet sich erstmals 1243 als Bettan erwähnt; von 1599 stammt die Bezeugung als Bättun. Die Herkunft des Namens ist unklar. Der Vorschlag von Johann Ulrich Hubschmied und Hans Ulrich Rübel, ihn auf ein altalemannisches *bet(w)un zurückzuführen und damit als «Birkengehölz» zu erklären, scheitert daran, dass ein solches Wort nirgends belegt ist, ganz anders als lateinisch betula «Birke» oder althochdeutsch birka «Birke», die in Walliser Orts- und Flurnamen in Realisierungen wie Biola beziehungsweise Bürchen durchaus vorkommen. Die Erklärung im Schweizerischen Idiotikon, die von Stefan Sonderegger und später von Andres Kristol in seinem Lexikon der schweizerischen Gemeindenamen übernommen worden ist, den Ortsnamen Betten mittels des schweizerdeutschen Gattungsworts Bett im Sinne von «Wildheuplanke, Flühbett, Heubett» zu erklären, scheitert wiederum daran, dass «Bett» im Wallis als /bett/, der Ortsname hingegen als /bättu/ ausgesprochen wird. Volksetymologisch wird der Ortsname aufgrund seiner mundartlichen Aussprache Bättu auf das Verb beten (walliserdeutsch bättu) bezogen; die Einwohner sollen in der Pestzeit von 1720/30 so laut gebetet haben, dass man sie bis ins Tal hinunter gehört habe.
Kirchlich gehörte Betten bis 1910 zu Mörel. 1676 und 1853 brannte das Dorf fast vollständig ab. Um 1930 begann der Tourismus, 1951 wurde die Luftseilbahn von der Hauptstrasse 19 im Rhonetal nach Betten gebaut, auf der sich 1972 ein schwerer Unfall mit 12 Todesopfern ereignete. 1974 wurde eine zweite, wesentlich grössere Bahn zusätzlich direkt auf die Bettmeralp gebaut, 1985 folgte eine Strasse nach Betten. Der wirtschaftliche Schwerpunkt verlagert sich auf Grund des Tourismus zunehmend auf die Bettmeralp.

## Bevölkerung
| Bevölkerungsentwicklung | Bevölkerungsentwicklung | Bevölkerungsentwicklung | Bevölkerungsentwicklung | Bevölkerungsentwicklung | Bevölkerungsentwicklung | Bevölkerungsentwicklung | Bevölkerungsentwicklung | Bevölkerungsentwicklung |
| ----------------------- | ----------------------- | ----------------------- | ----------------------- | ----------------------- | ----------------------- | ----------------------- | ----------------------- | ----------------------- |
| Jahr                    | 1850                    | 1880                    | 1900                    | 1930                    | 1950                    | 1980                    | 2000                    | 2013                    |
| Einwohner               | 294                     | 350                     | 311                     | 287                     | 373                     | 494                     | 449                     | 423                     |

## Sehenswürdigkeiten
|  |